# Vloeibaar rubber
Vloeibaar rubber of gietrubber is een vloeibare emulsie, bestaande uit een polymeer. Vaak is vloeibaar rubber gemaakt op waterbasis. Na het aanbrengen, zal het vocht uit het vloeibare rubber trekken waardoor het uithardt tot een lucht- of waterdicht membraan. 

## Eigenschappen
Vloeibaar rubber heeft vele verschijningsvormen, variërend in viscositeit en kan zowel een natuurlijke basis (latex of Bitumen) als een kunstmatige basis (siliconen) hebben. Sommige vloeibare rubbers zijn bestand tegen hoge temperaturen, andere juist weer tegen lage temperaturen. De meeste vloeibare rubbers zijn bestand tegen vele chemische middelen.
De meeste vloeibare rubbers hebben het vermogen om te kunnen Vulkaniseren. Hierdoor is het mogelijk om meerder lagen vloeibaar rubber over elkaar heen te zetten, waarna het één lucht- of waterdicht membraan vormt. 
Ook zijn vloeibare rubbers vaak uiterst Flexibel en hebben zij een groot herstellend vermogen.

## Toepassingen
Omdat vloeibaar rubber als vloeibare stof wordt aangebracht is het geschikt als coating of om heel dunne naden af te dichten. Het materiaal kan met een kwast, een roller, of met een spuitbus, of airbrush worden aangebracht. Bij gebruik in mallen kan het ook gewoon worden gegoten.
Omdat vloeibaar rubber bij dezelfde temperatuur gebruikt kan worden als de ondergrond en er in de meeste gevallen geen chemische reactie mee aangaat wordt het materiaal veel gebruikt om mallen te maken van kwetsbare en complexe vormen. Hiervan wordt gebruikgemaakt bij het maken van mallen of afdrukken van bijvoorbeeld lichaamsdelen. Een gebitsafdruk die een tandarts maakt kan ook met behulp van vloeibare rubbersoorten worden gemaakt.
In de bouw wordt vloeibaar rubber onder andere gebruikt als dakbedekking, luchtdicht bouwen, kelders waterdicht te maken, naden en/of kieren af te dichten, maar ook bijvoorbeeld als verstevigingslaag in kogelvrij glas.